# Susanne Schuster (Pflegewissenschaftlerin)
Susanne Schuster (* 1984 in Hildburghausen) ist eine deutsche Pflegewissenschaftlerin und Professorin an der Evangelischen Hochschule Nürnberg.

## Leben und Wirken
Susanne Schuster schloss 2005 eine Gesundheits- und Krankenpflegeausbildung ab. Parallel zu ihrer Tätigkeit in der Krankenpflege absolvierte sie von 2006 bis 2010 ein Bachelorstudium in Pflegemanagement an der Evangelischen Hochschule Nürnberg und von 2010 bis 2012 ein Masterstudium der Pflegewissenschaft an der Privaten Universität für Gesundheitswissenschaften, Medizinische Informatik und Technik in Hall in Tirol.
2009 übernahm sie die pflegerische Bereichsleitung an der Zentralen Notaufnahme des Klinikums Fürth. Von 2011 bis 2013 war sie als wissenschaftliche Assistenz der Pflegedienstleitung in der Klinik für Notfallmedizin am Klinikum Nürnberg tätig. Von 2013 bis 2017 arbeitete sie als wissenschaftliche Mitarbeiterin im Klinikum Fürth sowie als Lehrkraft für Pflegewissenschaft an der Evangelischen Hochschule in Nürnberg.
Im Jahr 2017 promovierte Susanne Schuster an der medizinischen Fakultät der FAU Erlangen-Nürnberg zum Thema „GeriQ: Entwicklung von Qualitätsindikatoren für die Versorgung von geriatrischen Notfallpatienten“. Seit 2017 ist sie Professorin und Leiterin des Masterstudiengangs Advanced Nursing Practice an der Evangelischen Hochschule Nürnberg.
Ihre Forschungsschwerpunkte sind geriatrische Notfallpflege und Notfallversorgung. Susanne Schuster ist in zahlreichen Gremien aktiv, beispielsweise im Deutschen Netzwerk Advanced Practice Nursing & Advanced Nursing Practice, im Aktionsbündnis Notfallpflege und der Deutschen Gesellschaft interdisziplinäre Notfall- und Akutmedizin als Sprecherin der Arbeitsgruppe „Ältere Patienten in der Notaufnahme“. Zudem ist sie Mitglied im Forschungsausschuss und in der Ethikkommission der Evangelischen Hochschule Nürnberg. Außerdem publiziert sie regelmäßig und hält Vorträge zu ihren Forschungsthemen.

## Veröffentlichungen (Auswahl)
- zusammen mit Bernd Seeberger und Michael Billmann: Zur Lebenskunst im Alter – eine philosophisch-gerontologische Betrachtung. In: Zeitschrift für Gerontologie und Ethik. Nr. 4, 2009, S. 291–307.
- zusammen mit Christine Güse: Kundenorientierte Dienstleistungsprozesse für alte Menschen in der Notaufnahme. In: Dienstleistungsmanagement im Krankenhaus. Springer, Wiesbaden 2015, ISBN 978-3-658-08428-8, S. 173–202, doi:10.1007/978-3-658-08429-5_9.
- zusammen mit Christine Güse: Change Management – wie Veränderungen in der Praxis gelingen können. In: pflegen:palliati. Nr. 29, 2016, S. 12–31.
- GeriQ-ED: quality indicators for geriatric emergency care: Entwicklung von Qualitätsindikatoren für die Versorgung von geriatrischen Notfallpatienten. Friedrich-Alexander-Universität Erlangen-Nürnberg, Erlangen 2017.
- Schnittstelle: Geriatrische Primär- und Notfallversorgung. In: Pflegezeitschrift. Nr. 10, 2019, S. 24–27.
- zusammen mit Ricarda Walk: Integrierte Notfallzentren (INZ) als neue Struktur der Notfallversorgung. Springer, Wiesbaden 2020, ISBN 978-3-658-32317-2, doi:10.1007/978-3-658-32318-9.